# Nabatingue Toko
Nabatingue Tokomon Dieudonné (Jamena, então denominada Fort-Lamy, 21 de agosto de 1952) mais conhecicdo como Nabatingue Toko é um ex-futebolista  chadiano e atualmente é técnico de futebol.

## Carreira
Atou praticamente toda sua carreira na França teve maior destaque atuando no Paris Saint-Germain Football Club onde ficou de 1980 a 1985. No ano de 1986 ele se aposentou jogando pelo vizinho Racing de Paris.

## Seleção nacional
Jogou praticamente uma década na Seleção Chadiana, fazendo cerca de 35 jogos.